# Diphasia orientalis
Diphasia orientalis är en nässeldjursart som beskrevs av Chantal Billard 1920. Diphasia orientalis ingår i släktet Diphasia och familjen Sertulariidae. Inga underarter finns listade i Catalogue of Life.